# Amadou Hampâté Bâ
Amadou Hampâté Bâ, född 1900 eller 1901 i Bandiagara, död 15 maj 1991 i Abidjan, var en malisk författare och etnolog.